# ダン・モルゲンシュテルン
ダン・モルゲンシュテルン（Dan Morgenstern、1929年10月24日 - 2024年9月7日）は、ジャズ・ライター、編集者、アーキビスト、プロデューサー。ドイツ語圏のユダヤ人作家ソーマ・モルゲンシュテルンの息子である。

## 経歴・人物
モルゲンシュテルンはウィーンとコペンハーゲンで育ち、1947年にアメリカへと移り住んだ。1958年から1961年まで『ジャズ・ジャーナル』誌に寄稿し、その後、1961年の『メトロノーム』誌、1962年から1963年まで『ジャズ』誌、1967年から1973年まで『ダウン・ビート』誌といった、いくつかのジャズ雑誌を編集した。1976年、ラトガース大学ニューアーク校のジャズ研究所の所長に任命され、そこでマーシャル・スターンズの仕事を引き継ぎ、世界最大のジャズ文書、録音、記憶に値する記念品コレクションの研究所をつくり上げた。
そのキャリアを通じて、モルゲンシュテルンはコンサート（ニューヨーク近代美術館でのジャズ・イン・ザ・ガーデン・シリーズを含む）を手配し、テレビやラジオ番組のプロデュースおよびホストを担当し、大学や音楽院でジャズ史を教え、アメリカおよびヨーロッパのジャズ・フェスティバルやアワードにおいてパネリストを務めた。
モルゲンシュテルンは、1973年以来、グラミー賞のベスト・アルバム・ノート部門で8回受賞しており、兼業として包括的で権威あるライナーノーツを多数の作品に執筆していることで知られている。
モルゲンシュテルンは、『Jazz People』(1976年)と、シェルドン・メイヤー (1926年-2006年)によって編集された指南書『Living with Jazz』(2004年)という、2冊の書籍の著者である。どちらもASCAPのディームズ・テイラー賞を受賞した。
2007年、モルゲンシュテルンは国立芸術基金からジャズ擁護の功績によりA・B・スペルマン・ジャズ・マスターズ賞を受けた。
2024年9月7日、心不全によりマンハッタンの病院で死去。94歳没。

## グラミー賞ベスト・アルバム・ノート受賞作品
- アート・テイタム : God Is in the House (1973年)
- コールマン・ホーキンス : The Hawk Flies (1974年)
- Various (サヴォイ・レコード・コレクション) : The Changing Face of Harlem (1976年)
- エロル・ガーナー : Erroll Garner: Master of the Keyboard (1981年)
- クリフォード・ブラウン : Brownie: The Complete Emarcy Recordings of Clifford Brown (1990年)
- ルイ・アームストロング : Portrait of the Artist as a Young Man (1994年)
- ファッツ・ウォーラー : If You Got to Ask, You Ain't Got It! (2006年)
- ルイ・アームストロング : The Complete Louis Armstrong Decca Sessions (1935-1946) (2010年)